# Armando Antille
Armando Gerardo Antille (24 de septiembre de 1883, Helvecia-17 de septiembre de 1954, Buenos Aires) fue un abogado y político argentino, que militó sucesivamente en la Unión Cívica Radical, Unión Cívica Radical Junta Renovadora y Partido Peronista que se desempeñó como senador nacional por la provincia de Santa Fe. 

## Biografía
Realizó sus estudios secundarios en la Compañía de Jesús (1897-1901), y sus estudios universitarios en la Universidad Provincial de Santa Fe.
Fue un destacado dirigente de la Unión Cívica Radical, yrigoyenista, desempeñándose como ministro de Gobierno, Justicia y Culto de Santa Fe (1920-1924) durante la gobernación de Enrique Mosca, diputado nacional (1924-1928) y senador nacional (1928-1930).
Fue el abogado de Hipólito Yrigoyen en el juicio al que lo sometió la dictadura militar dirigida por José Félix Uriburu que lo derrocó. En 1935 fundó la revista yrigoyenista Hechos e Ideas, junto a otros radicales como Julio Barcos, Elías Melópulous, Francisco Albarracín, Bernardino Horne y Federico Fernández de Monjardín.
En 1945, durante la dictadura militar surgida del golpe de Estado de 1943 se desempeñó como ministro de Hacienda entre los meses de agosto y octubre, bajo la presidencia de Edelmiro Julián Farrell. Durante la jornada del 17 de octubre de 1945 desempeñó un papel relevante como delegado personal de Perón ante Farrell.
Junto con Hortensio Quijano, Juan Isaac Cooke, Eduardo Colom y otros dirigentes se separó de la Unión Cívica Radical para fundar la Unión Cívica Radical Junta Renovadora que, en unión de otros partidos, llevó la candidatura presidencial de Juan Domingo Perón en las elecciones de 1946.
Entre 1946 y 1952 fue senador nacional por la provincia de Santa Fe y se incorporó al Partido Peronista al ser creado el mismo.

## Monumento Histórico Provincial
En diciembre de 2004 se sancionó la ley 12 370, nombrando al edificio de la Escuela Taller de Educación Manual N.º 7 «Senador de la Nación Dr. Armando Gerardo Antille», en Helvecia, departamento Garay.

## Patrimonio Arquitectónico de Helvecia
- Casa de la familia del senador Antille, calle Entre Ríos 807

## Publicaciones
- Filiación natural y posesión del Estado. Folletos Varios, T. 58, FN 3.
- Sarmiento político. Univ. Nacional del Litoral, Santa Fe, 1938.